# Mario Hollands
Pour les articles homonymes, voir Hollands.
Mario Eduardo Lemus Hollands (né le 26 août 1988 à Oakland, Californie, États-Unis) est un lanceur gaucher de baseball qui joue dans les Ligues majeures avec les Phillies de Philadelphie en 2014.

## Carrière
Joueur des Gauchos de l'Université de Californie à Santa Barbara, Mario Hollands est sélectionné au 24e tour du repêchage amateur par les Twins du Minnesota en 2009 mais il repousse l'offre. Il rejoint les Phillies de Philadelphie, qui le réclament au 10e tour l'année suivante. 
Hollands est tantôt lanceur partant, tantôt lanceur de relève dans les ligues mineures. Après la saison 2013 jouée au niveau Double-A des ligues mineures chez les Fightin Phils de Reading, Hollands évolue pour les Tiburones de La Guaira de la Ligue d'hiver du Venezuela, où il maintient une moyenne de points mérités de 2,45.
C'est comme releveur qu'il fait à l'âge de 25 ans ses débuts dans le baseball majeur. Il encaisse la défaite à son premier match joué pour Philadelphie, le 1er avril 2014, alors qu'il est victime en fin de 9e manche d'un coup sûr d'Adrián Beltré qui procure aux Rangers du Texas une victoire de 3-2.